# 컴퓨터 퀴즈대결
《컴퓨터 퀴즈대결》은 한국방송공사의 KBS 2TV에서 방송되었던 국민학생(이후 초등학생) 대상의 퀴즈 프로그램이었다. 도전 방식은 2인 1조의 4팀으로 참가했다.

## 진행자
- 장두희 前 아나운서
- 오유경 前 아나운서

## 같이 보기
- 퀴즈 주부대학 (종영)
- 퀴즈 대한민국 (종영)
- 퀴즈로 배웁시다 (종영)
- 우리말 겨루기
- 1 대 100 (종영 및 다시보기 불가)
- 도전! 골든벨 (종영)